# Caleta María

Primeras exploraciones de la ruta Y-85, sobre un mapa del Instituto Geográfico Militar de Chile en 1955 en una escala de 1:250000.

Caleta María es un poblado ubicado sobre la extremidad oriental del seno Almirantazgo en la comuna de Timaukel, en el extremo oriente del fiordo Almirantazgo de la isla Grande de Tierra del Fuego en la Región de Magallanes y de la Antártica Chilena. Fue fundado en 1943 para servir de base a los trabajos de extracción de madera de la zona junto a otros poblados ya existentes en la isla como Puerto Yartou, Puerto Arturo, Elenita, La Paciencia. Todos ellos decayeron debido a la falta de competitividad.: 54 
Fue iniciado por la firma Campos Menéndez asociada con Alejo Segundo Marcou Belis en 1942.: 59 
Su existencia significó un importante hito en la colonización de la isla Grande, debido a su fácil, aunque lejana, comunicación marítima con Punta Arenas que permitía el acceso al tercio sur de la isla. Desde el extremo del fiordo partieron o llegaron las expediciones de O’Connor (1892), Nordenskjold (1896), Skottsberg (1908), Luis Carnino (1909), Agostini (1913) y Rockwell Kent (1922).: 54 
En diciembre de 1949 sufrió los estragos del terremoto de Tierra del Fuego de 1949.